# علي أباد (بردسرة)
علي أباد (بالفارسية: علی‌آباد) هي مستوطنة تقع في إيران في قسم بردسرة الريفي. يقدر عدد سكانها بـ 21 نسمة .